# بطولة اتحاد غرب آسيا تحت 18 سنة 2021
بطولة غرب آسيا للشباب تحت 18 عاما 2021، والتي تسمى أيضًا بطولة ايرث لينك غرب آسيا للشباب تحت 18 عاما 2021 بسبب رعاية شركة ايرث لينك للاتصالات، هي النسخة الثانية من بطولة غرب آسيا للشباب تحت 18 عاما. حدثت البطولة بين 20 نوفمبر و1 ديسمبر 2021 في العراق.
تضمنت البطولة تسعة فرق مقسمة إلى مجموعتين من أربعة وخمسة. فاز العراق البلد المضيف بالبطولة، بفوزه على لبنان بركلات الترجيح في النهائي.

## الفرق

### المشاركون
| الفريق                   | الظهور | آخر ظهور | أفضل أداء سابق         |
| ------------------------ | ------ | -------- | ---------------------- |
| البحرين                  | الثاني | 2019     | مرحلة المجموعات (2019) |
| العراق                   | الثاني | 2019     | البطل (2019)           |
| الأردن                   | الثاني | 2019     | المركز الثالث (2019)   |
| الكويت                   | الأول  | —        | —                      |
| لبنان                    | الأول  | —        | —                      |
| فلسطين                   | الثاني | 2019     | المركز الرابع (2019)   |
| سوريا                    | الأول  | —        | —                      |
| الإمارات العربية المتحدة | الثاني | 2019     | الوصيف (2019)          |
| اليمن                    | الأول  | —        | —                      |

### نظام البطولة
تتكون مرحلة المجموعات من مجموعتين من تسعة فرق؛ كان البلد المضيف العراق في المجموعة الأولى، والتي ضمت خمسة فرق، بينما احتوت المجموعة الثانية على أربعة فرق. على عكس البطولة السابقة، فقط الفائزون بالمجموعة يتقدمون مباشرة إلى النهائي.

### الفرق
ما مجموعه تسعة فرق لعبت في البطولة، مع اللاعبين الذين ولدوا في أو بعد 1 يناير 2003 مؤهلون للمشاركة. كان على كل فريق تسجيل فريق يصل إلى 23 لاعباً، ثلاثة منهم يجب أن يكونوا حراس مرمى.

## الحكام
| الحكام - محمد جمعة (البحرين) - واثق عبد الله (العراق) - محمد عرفة (الأردن) - محمد مفيد غباي (الأردن) - سعد خليفة (الكويت) - ماهر العلي (لبنان) - شيخ أحمد علاء الدين (لبنان) - براء أبو عائشة (فلسطين) - محمد كانه (سوريا) - وليد خلوفة (اليمن) | مساعدو الحكام - فيصل العلوي (البحرين) - ميثم خمات (العراق) - حمزة سعادة (الأردن) - محمود أبو طاهر (الأردن) - سعود الشمالي (الكويت) - أحمد الحسيني (لبنان) - محمد الحاج (لبنان) - أشرف أبو زبيدة (فلسطين) - محمد السيد علي (سوريا) - عمر حداد (اليمن) |

## الأماكن
| البصرة          | بغداد               | أربيل             | أربيلالبصرةبغدادبطولة اتحاد غرب آسيا تحت 18 سنة 2021 (العراق) |
| --------------- | ------------------- | ----------------- | ------------------------------------------------------------- |
| ملعب جذع النخلة | ملعب المدينة الدولي | ملعب فرانسو حريري | أربيلالبصرةبغدادبطولة اتحاد غرب آسيا تحت 18 سنة 2021 (العراق) |
| السعة: 65,227   | السعة: 32,000       | السعة: 25,000     | أربيلالبصرةبغدادبطولة اتحاد غرب آسيا تحت 18 سنة 2021 (العراق) |
|                 |                     |                   | أربيلالبصرةبغدادبطولة اتحاد غرب آسيا تحت 18 سنة 2021 (العراق) |

## مرحلة المجموعات

### المجموعة الأولى
| م | الفريق     | لعب | ف | ت | خ | أ.له | أ.ع | أ.ف | نقاط | التأهل            |
| - | ---------- | --- | - | - | - | ---- | --- | --- | ---- | ----------------- |
| 1 | العراق (H) | 4   | 3 | 0 | 1 | 9    | 1   | +8  | 9    | يتقدم إلى النهائي |
| 2 | الكويت     | 4   | 2 | 1 | 1 | 5    | 5   | 0   | 7    |                   |
| 3 | اليمن      | 4   | 2 | 0 | 2 | 2    | 4   | −2  | 6    |                   |
| 4 | البحرين    | 4   | 1 | 1 | 2 | 3    | 7   | −4  | 4    |                   |
| 5 | فلسطين     | 4   | 1 | 0 | 3 | 4    | 6   | −2  | 3    |                   |

| فلسطين     | 1–2   | البحرين                  |
| ---------- | ----- | ------------------------ |
| - طه 45+2' | تقرير | - حبيب 17' - السبيعي 83' |

| العراق                   | 3–0   | الكويت |
| ------------------------ | ----- | ------ |
| - حسن 59' - علي 64'، 84' | تقرير |        |

| البحرين | 0–4   | العراق                                     |
| ------- | ----- | ------------------------------------------ |
|         | تقرير | - فاضل 38' - حسن 42' - أيوب 57' - قاسم 74' |

| الكويت                     | 2–0   | اليمن |
| -------------------------- | ----- | ----- |
| - العازمي 48' (ركلة.)، 78' | تقرير |       |

| اليمن | 0–2   | فلسطين                                       |
| ----- | ----- | -------------------------------------------- |
|       | تقرير | - الصبيحي 22' (ركلة.) - النبريسي 53' (ركلة.) |

| الكويت                | 1–1   | البحرين    |
| --------------------- | ----- | ---------- |
| - العازمي 79' (ركلة.) | تقرير | - حبيب 45' |

| فلسطين         | 1–2   | الكويت                      |
| -------------- | ----- | --------------------------- |
| - النبريسي 52' | تقرير | - إبراهيمي 30' - البناي 77' |

| اليمن       | 1–0   | العراق |
| ----------- | ----- | ------ |
| - محروس 79' | تقرير |        |

| البحرين | 0–1   | اليمن              |
| ------- | ----- | ------------------ |
|         | تقرير | - بلابل 9' (ركلة.) |

| العراق                       | 2–0   | فلسطين |
| ---------------------------- | ----- | ------ |
| - قاسم 19' (ركلة.) - علي 71' | تقرير |        |

### المجمموعة الثانية
| م | الفريق                   | لعب | ف | ت | خ | أ.له | أ.ع | أ.ف | نقاط | التأهل            |
| - | ------------------------ | --- | - | - | - | ---- | --- | --- | ---- | ----------------- |
| 1 | لبنان                    | 3   | 2 | 1 | 0 | 3    | 1   | +2  | 7    | يتقدم إلى النهائي |
| 2 | الأردن                   | 3   | 2 | 0 | 1 | 4    | 1   | +3  | 6    |                   |
| 3 | سوريا                    | 3   | 1 | 0 | 2 | 1    | 3   | −2  | 3    |                   |
| 4 | الإمارات العربية المتحدة | 3   | 0 | 1 | 2 | 1    | 4   | −3  | 1    |                   |

| سوريا | 0–1   | لبنان        |
| ----- | ----- | ------------ |
|       | تقرير | - الفاضل 56' |

| الإمارات العربية المتحدة | 0–2   | الأردن                        |
| ------------------------ | ----- | ----------------------------- |
|                          | تقرير | - الأصفر 61' - الشناينة 90+4' |

| لبنان        | 1–1   | الإمارات العربية المتحدة |
| ------------ | ----- | ------------------------ |
| - الفاضل 20' | تقرير | - العميري 60'            |

| الأردن                            | 2–0   | سوريا |
| --------------------------------- | ----- | ----- |
| - حسين 61' - الشناينة 78' (ركلة.) | تقرير |       |

| سوريا                | 1–0   | الإمارات العربية المتحدة |
| -------------------- | ----- | ------------------------ |
| - العياسي 28' (ه.ذ.) | تقرير |                          |

| الأردن | 0–1   | لبنان        |
| ------ | ----- | ------------ |
|        | تقرير | - الفاضل 53' |

## النهائي
| العراق                     | 0–0   | لبنان                                    |
| -------------------------- | ----- | ---------------------------------------- |
|                            | تقرير |                                          |
| ركلات الترجيح              |       |                                          |
| - أيوب - مهدي - فاضل - رعد | 3–2   | - قساس - صديق - الموسوي - غملوش - الفاضل |

### البطل
| بطل بطولة غرب آسيا للشباب تحت 18 عاما 2021 |
| ------------------------------------------ |
| · العراق · للمرة الثانية                   |

## الإحصائيات

### الجوائز
سُلِّمَت الجوائز التالية في ختام البطولة:
| أفضل هداف | أفضل لاعب  | أفضل حارس |
| --------- | ---------- | --------- |
| أسهر علي  | علي الفاضل | حسين عميد |

### الهدافون
عدد الأهداف المُسجلة  32 هدفًا  في 17 مباراة، بمتوسط 1.88 هدفًا في المباراة الواحدة.
3 أهداف
- أسهر علي
- فهد العازمي
- علي الفاضل

هدفان
- مبارك حبيب
- عبد الرزاق قاسم
- بلند حسن
- أمين الشناينة
- خالد النبريسي

هدف
- عبد الله السبيعي
- عبد القادر أيوب
- الاي علي فاضل
- يوسف حسين
- زيد الأصفر
- صالح البناي
- سعيد يوسف إبراهيمي
- يوسف الصبيحي
- قيس طه
- سلطان العميري
- حمزة محروس
- هشام بلابل

هدف ذاتي
- نواف العياسي (ضد سوريا)